# Saša Kalajdžić
Saša Kalajdžić (født 7. juli 1997) er en østrigsk professionel fodboldspiller, som spiller for Bundesliga-klubben Eintracht Frankfurt, hvor han er lånt til fra Wolverhampton Wanderers, og Østrigs landshold.

## Klubkarriere

### Admira Wacker
Efter at have spillet i de lavere østrigske rækker, så fik Kalajdžić sin første professionelle kontrakt hos Admira Wacker, hvor han gjorde sin førsteholdsdebut i 2016.

### Stuttgart
Kalajdžić skiftede i juli 2019 til Stuttgart. Han blev med det samme en vigtig del af holdet, og var topscorer for holdet i 2021-22 sæsonen, hvor han spillede en essentiel rolle i at klubben lige akkurat undgik nedrykning.

### Wolverhampton Wanderers
Kalajdžić skiftede i august 2022 til Wolverhampton Wanderers. Han debuterede for klubben den 3. september 2022, men led en knæskade under sin debutkamp, som betød han missede resten af sæsonen. Han vendte tilbage til banen i august 2023, og scorede sit første mål for klubben den 26. august i en kamp imod Everton.

#### Leje til Eintracht Frankfurt
Kalajdžić blev i januar 2024 lejet til Eintracht Frankfurt.

## Landsholdskarriere

### Ungdomslandshold
Kalajdžić har spillet 6 kampe for Østrig på U/21-niveau.

### Seniorlandshold
Kalajdžić debuterede for seniorlandsholdet den 14. oktober 2020. Han var del af Østrigs trup til EM 2020.

## Privat
Kalajdžić er født i Østrig til serbiske forældre, som kom til Østrig fra Bosnien som flygtninge.